# محاكاة

قاعدة متحركة تستخدم في أنظمة المحاكاة.

المحاكاة (الجمع: المُحَاكَيَاتٌ -للأنواع، والمرَّات-) عملية تقليد أداةٍ حقيقية أو عمليةٍ فيزيائية أو حيوية.
تحاول المحاكاة أن تمثل وتقدم الصفات المميزة لسلوك نظام مجرد أو فيزيائي بوساطة سلوك نظام آخر يحاكي الأول. وهي محاولة إعادة عملية ما في ظروف اصطناعية مشابهة إلى حد ما للظروف الطبيعية.
تهدف المحاكاة إلى دراسة وبناء نماذج و/أو برمجيات لتقليد نظام حقيقي قائم أو مزمع إنشائه، وذلك بهدف دراسة النتائج المتوقعة ومتابعة تحسينها.
ويتصل علم المحاكاة اتصالا شديداً بالرياضيات كالرياضيات الرقمية والفيزياء كالحركة الذاتية الوهمية وعلم المعلومات.

## طرق المحاكاة
استخدمت العديد من الطرق والوسائل في محاولة لمحاكاة تجربة والتنبؤ بنتائجها:
- بناء نموذج: يُبْنَى نموذج يكون نسخة مطابقة غالبا بحجم أصغر. وتُنَفَّذ الاختبارات على النموذج وتُدْرَس النتائج.
- المحاكاة الحاسوبية: من الطرق المستخدمة أيضا المحاكة باستخدام الحاسوب، حيث يُكْتَب برنامج للشيء المراد فحصه يوافق مواصفاته في الواقع، ثم يوضع هذا البرنامج ضمن ظروف برمجية مشابهة للواقع، وفي النهاية ينظر إلى النتائج. وتستخدم المحاكاة لتجربة أمور نظرية من الصعب تطبيقها في الواقع. من أشهر برمجيات المحاكاة الماتلاب.

- لا يمكن ملاحظة النظام الحقيقي مباشرة، لذلك يستعان بالمحاكاة الحاسوبية :
- ذات الصلة بالنظام. مثال: محاكاة الجزيئات الفردية في عمليات فيزيائية فلكية ديناميكية.
- محاكاة محطة طاقة نووية ، حيث يقوم مشغلو محطات الطاقة النووية بتدريب التحكم في الحوادث حتى GAU (خروج عن التحكم).
- النظام الحقيقي يعمل بسرعة كبيرة. مثال: محاكاة الدوائر المتكاملة .

- النظام الحقيقي يعمل ببطء شديد. مثال: محاكاة العمليات الجيولوجية.
- النظام الحقيقي يساء فهمه أو معقد للغاية. مثال: الانفجار العظيم.
- يُفهم النظام الحقيقي في ديناميكياته الأولية، لكن التطور بمرور الوقت معقد للغاية، أو أن الحل الدقيق لمعادلة الحركة غير ممكن (حتى الآن). أمثلة: مشكلة الأجسام الثلاثة ، البندول المزدوج ، الديناميكيات الجزيئية ، الأنظمة غير الخطية بشكل عام.

## فوائد المحاكاة
1. لها دور هام في دراسة وتنفيذ التجارب لمعضلات معقدة ومختلفة
2. يساعد استخدمام أسلوب المحاكاة على ملاحظة التغيرات التي تطرأ على صياغة المعضلة.
3. دراسة النظام ومشاهدة نتائجه بصورة واضحة.
4. يساعد في تدريب الاختصاصيين والطلبة على الاسسس المطلوبة في التحليلات العلمية
5. اكساب الخبرة للعاملين في مجال المحاكاة لاي نظام.
6. الحصول على معلومات واستنتاجات لمواقف مستقبلية.
7. يمكن استخدامه لاحتبار الأنظمة قبل تطبيقها على الواقع
8. توفير المال قبل التصنيع باختبار وتوقع جودة المنتج.
9. التنبؤ بسلوك المنتج في ظروف نادرة.
10. الدراسة الأكاديمية

## استخدامات المحاكاة

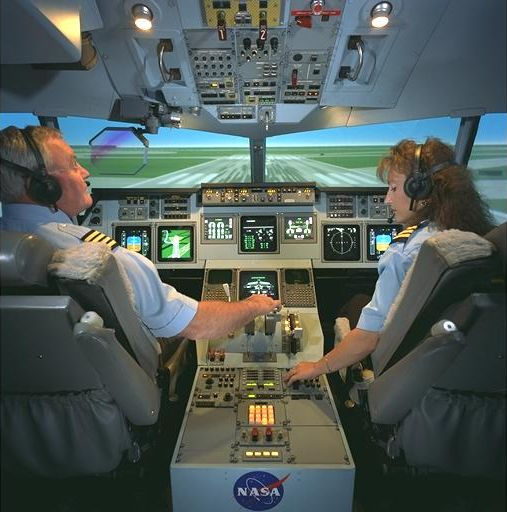
نظام محاكاة لمقصورة طائرة للتدريب flight simulator.

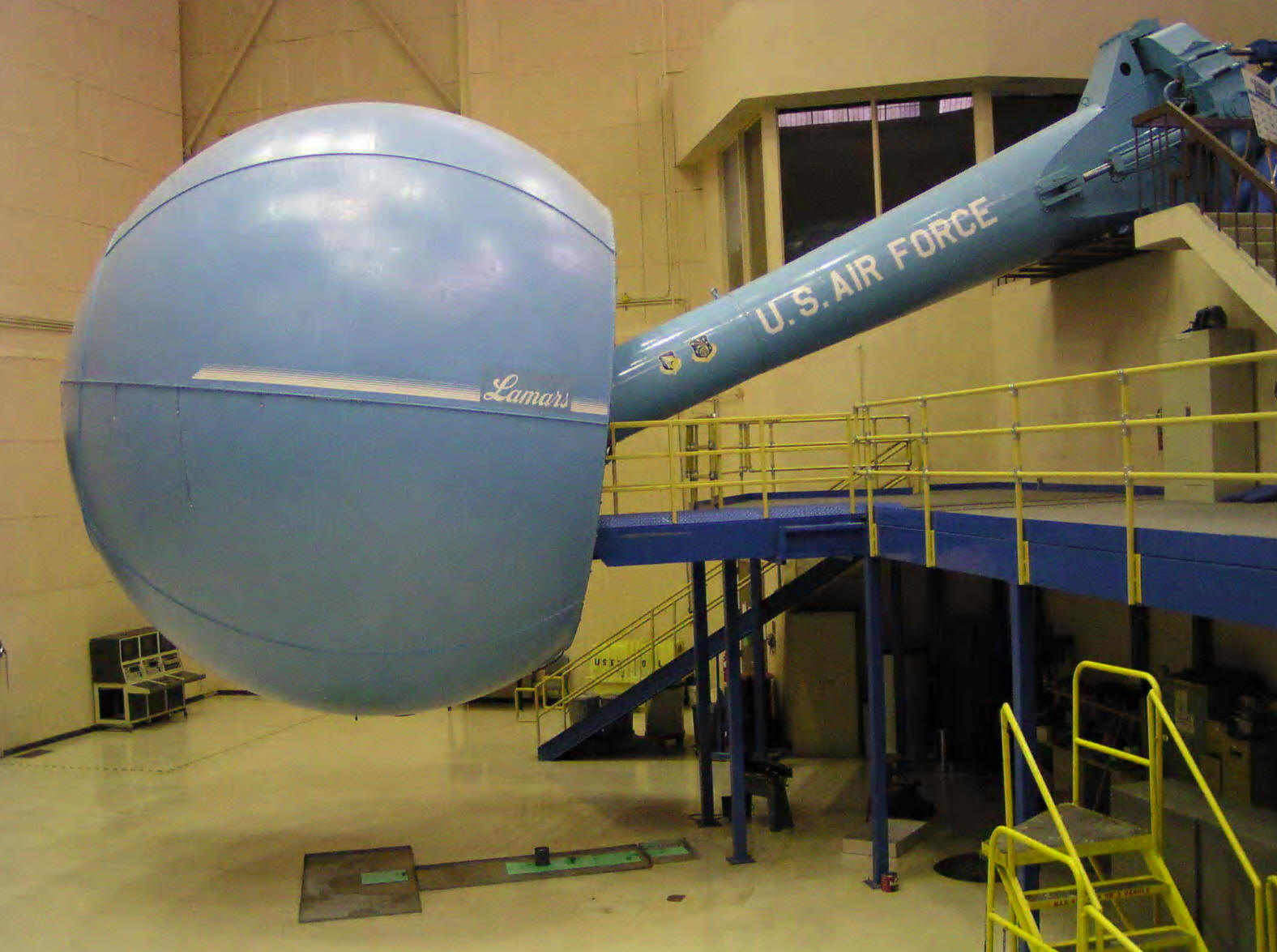
نظام محاكاة لتدريب رواد الفضاء (LAMARS).

تشيع أنظمة المحاكاة (بالإنجليزية: simulator) في الطيران المدني والحربي حيث يتمرن الطيارون الجدد على أجهزة محاكاة تكون صورة طبق الأصل مما قد يجري على الطبيعة. مما يمكن الطيارين من التحكم في الأحوال الحرجة مثل العواصف أو عطل أحد المحركات، حيث تجعلهم وكأنهم يقودون طائرة حقيقية مع فرق بسيط هو أنه أثناء المحاكاة مسموح لهم بالخطأ الشيء الذي قد يكون مميتا إذا حدث في الواقع.
هناك محاكاة أيضا في التقنية وهندسة الأمان (بالإنجليزية: safety engineering) حيث يكون الهدف فحص بعض سيناريوهات العمل في العالم الحقيقي واختبار أمن بعض العمليات أو حتى مدى جدواها العلمية والاقتصادية. وقد ابتكرت فكرة أنظمة المحاكاة في ناسا من أجل تدريب رواد الفضاء على قيادة مركبة الفضاء، أو مركبة الهبوط على القمر، وكان المهندسون المختصون في هيوستن يرتبون للرواد برامج معينة تمثل مشاكل أو أعطال قد تواجه رواد الفضاء على الطبيعة، من أجل تعويدهم على التصرف السريع واستعادة تحكمهم في المركبة. وأحيانا كان يخرج رائد الفضاء ممتعضا من نظام المحاكاة بسبب ما يفعله معهم المهندسون أثناء التدريب.
وباستخدام المحاكاة فإنه يمكن توفير الكثير من المال حيث أنك ترى في الحاسوب إن كان اختراعك أو آلتك توافق المواصفات التي تريدها كما أنك تستطيع أن تتحقق من أمان طائرتك أو سفينتك وكل هذا قبل أن تقوم ببنائهما في الواقع.
فمثلا قبل بناء سفينة يُشْتَقّ نموذج للسفينة والنموذج هو عبارة عن عدة معادلات رياضية تصف علاقة المميزات الفيزيائية للسفينة ببعضها كعلاقة الدفع بوزن السفينة وكمية الوقود المستهلكة، هذه العلاقة قد تكون أكثر أهمية للطائرات مثلا حيث تعطي هذه العلاقة مدى الطائرة إلخ.
تعرف أفانز أند ساذرلاند المحاكاة بأنها نموذج تشغيل حقيقي أو نظام مقترح لعملية بيئية، تستخدم فيها شبكات الاتصالات الحديثة للوصول إلى هذا العالم الافتراضي، ونظرا للميزات والخصائص التي تقدمها هذه الوسائط فأنها تمكننا من عبور العديد من حدود: الفئات العمريه، والتخصصات الاكاديميه، المهن، والمواقع الجغرافية، فضلا عن الثقافية والدينية والاجتماعية والاقتصادية.
كما تستخدم المحاكاة في عدة مجالات أخرى بما فيها النمذجة للجمل الطبيعية والأجهزة البشرية لمحاولة استكشاف تفاصيل هذه العملية.
كما تستخدم المحاكاة كأسلوب رياضي أو منطقي لمعالجة المعضلات يُنَفَّذ باستخدام الحاسوب حيث تتدخال أنواع متعددة من العلاقات الرياضية والمنطقية الضرورية لوصف سلوك وهيئة نظام لعالم حقيقي معقد ولفترات زمنية طويلة

## أنواع المحاكاة
يمكن تصنيف أنواع المحاكاة على عدة أسس لكن أهمها هو تصنيف المحاكاة على أساس طبيعة الميزة التي نحاكيها وعلى أساس ذلك يكون هناك:
- محاكاة باستخدام الأحداث المنفصلة
- المحاكاة المتواترة (continuous)
- المحاكاة المختلطة (Hybrid Simulation).

## وصلات خارجية
- Bibliographies containing more references to be found on the website of the journal Simulation & Gaming.